# Austrolimnophila badia
Austrolimnophila badia là một loài ruồi trong họ Limoniidae. Chúng phân bố ở miền Tân bắc.